# Яроши (Полтавская область)
Яроши (укр. Яроші) — село,
Пироговский сельский совет,
Глобинский район,
Полтавская область,
Украина.
Код КОАТУУ — 5320686403. Население по переписи 2001 года составляло 468 человек.
Село указано на карте частей Киевского, Черниговского и других наместничеств 1787 года как Ярши,
Самый старый документ о Ярошах в Центральном Государственном Историческом Архиве Украины в городе Киеве это исповедная ведомость за 1766 год.

## Географическое положение
Село Яроши находится на правом берегу реки Сухой Кагамлык,
выше по течению примыкает село Пироги,
ниже по течению на расстоянии в 2,5 км расположено село Бабичовка.
Река в этом месте пересыхает, на ней сделаны большие запруды.
Рядом проходит автомобильная дорога Т-1716.

## Экономика
- Агрофирма «Хлебодар», ООО.